# Geoffrey H. Moore
Geoffrey Hoyt Moore (28 février 1914 - 9 mars 2000), que le Wall Street Journal appelle « le père des indicateurs avancés » passe plusieurs décennies à travailler sur les cycles économiques au National Bureau of Economic Research où assiste ses mentors, Wesley Clair Mitchell et Arthur F. Burns,. Moore est également commissaire du Bureau of Labor Statistics de mars 1969 à janvier 1973.
En 1946, Moore enseigne les statistiques à l'Université de New York et il a Alan Greenspan comme étudiant, qui est plus tard président de la Réserve fédérale, et dira au New York Times que Moore est "une force majeure dans la recherche sur les statistiques économiques et le cycle économique" depuis plus d’un demi-siècle. En 1956, il est élu membre de l'American Statistical Association. En 1996, Moore fonde l'Institut de recherche sur le cycle économique à New York.